# رالی سافاری ۲۰۲۳
رالی سافاری ۲۰۲۳ (همچنین به عنوان رالی سافاری کنیا ۲۰۲۳ نیز شناخته می‌شود) یک رویداد اتومبیل رانی برای اتومبیل‌های رالی بود که از ۲۲ ژوئن تا ۲۵ ژوئن ۲۰۲۳ برگزار شد. این رویداد هفتاد و یکمین دوره رالی سافاری بود همچنین هفتمین دور از مسابقات قهرمانی رالی جهانی ۲۰۲۳، مسابقات قهرمانی رالی جهان ۲ و قهرمانی رالی جهان ۳ بود. این رویداد در نایواشا در شهرستان ناکورو برگزار شد و بیش از ۱۹ مرحله ویژه که در مجموع مسافت رقابتی ۳۵۶٫۹۸ کیلومتر (۲۲۱٫۸۲ مایل) را پوشش می‌داد، برگزار شد.